# Пастушок червононогий
Пастушок червононогий (Himantornis haematopus) — вид журавлеподібних птахів родини пастушкових (Rallidae). Мешкає в Західній і Центральній Африці. Це єдиний представник монотипового роду Червононогий пастушок (Himantornis).

## Опис

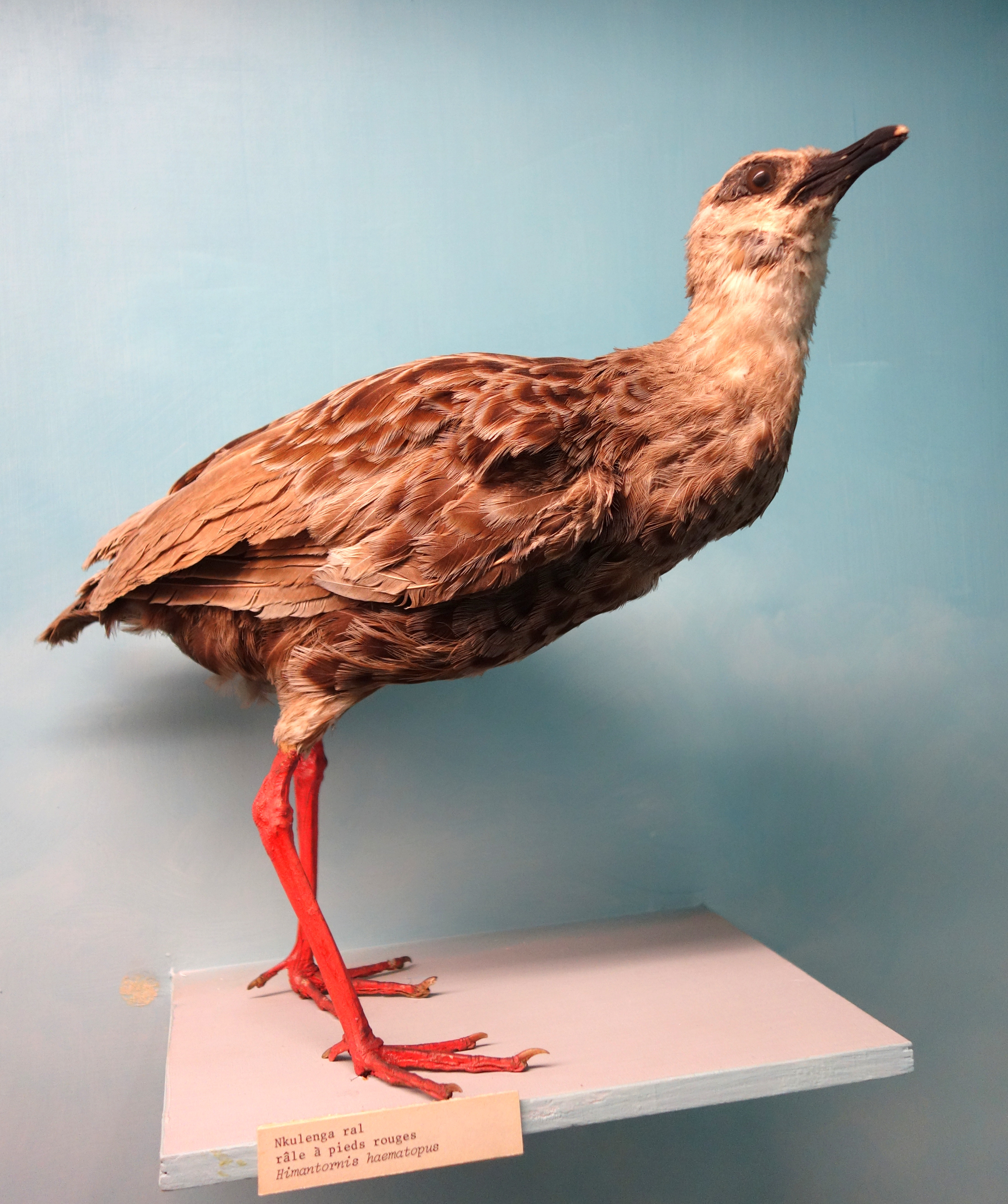
Червононогий пастушок

Довжина птаха становить 15 см. Забарвлення переважно коричневе, обличчя і горло світліші. Очі червоні, дзьоб коричневий, на кінці світліший, лапи червоні.

## Поширення і екологія
Червононогі пастушки мешкають в Сьєрра-Леоне, Гвінеї, Ліберії, Кот-д'Івуарі, Гані, Того, Нігерії, Камеруні, Центральноафриканській Республіці, Республіці Конго, Демократичній Республіці Конго, Габоні, Екваторіальній Гвінеї, північній Анголі (Кабінда) і західній Уганді. Вони живуть у вологих рівнинних і забаолочених тропічних лісах, на березах річок, озер і боліт, в мангрових заростях. Живляться равликами, багатоніжками, комахами (зокрема мурахами і жуками) і дрібними земноводними.